# Hoplorana quadricristata
Hoplorana quadricristata är en skalbaggsart som beskrevs av Leon Fairmaire 1896. Hoplorana quadricristata ingår i släktet Hoplorana och familjen långhorningar.
Artens utbredningsområde är Madagaskar. Inga underarter finns listade i Catalogue of Life.